# Facebook
Facebook (pronunciació AFI: [feɪsbʊk]) és una xarxa social llançada el 2004 i que pertany a la companyia privada Meta Platforms.

## Funcionament
La xarxa permet d'afegir gent com a amics, i enviar-los missatges i compartir enllaços, fotografies i vídeos, entre altres coses. És obert a tothom qui tingui més de tretze anys, i només cal una adreça de correu electrònic vàlida per a registrar-s'hi. És una de les xarxes socials més conegudes actualment. Té com a principi un «mur» particular de cada usuari al qual s'enganxen les diverses publicacions dels membres que hom ha acceptat com a amics o dels grups o pàgines als quals hom ha fet «M'agrada».
Facebook està construit en PHP, compilat amb HipHop for PHF, un transformador de codi font construït per enginyers de Facebook que converteix PHP en C++. Segons els informes, el desplegament d'HipHop va reduir el consum mitjà de CPU als servidors de Facebook en un 50%.
La seva infraestructura principal està formada per una xarxa de 50.000 servidors que fan servir distribucions del Sistema operatiu GNU/Linux usant LAMP.

## Història
Facebook va ser fundat inicialment per Mark Zuckerberg, estudiant d'informàtica a la Universitat Harvard (Estats Units); Dustin Moskovitz, Chris Hughes i Eduardo Saverin, el 4 de febrer de 2004, i, en un principi, la xarxa estava limitada als estudiants de la seva pròpia universitat: pretenia ser una eina de coneixement per als alumnes i que fos un espai en el qual poguessin intercanviar una comunicació fluida i compartir contingut de forma senzilla a través d'Internet.
El seu projecte va ser tant innovador i reeixit que amb els temps va anar-se expandint per tota l'àrea de Boston i, més tard, per tot el país i, a dat de novembre del 2019, la conformen més de 2.450 milions d'usuaris actius d'arreu del món.
El 2003 Zuckerberg va llançar a la universitat un lloc web anomenat Facemash (pronunciació AFI: [feɪsmæʃ]), on reunia diverses fotografies i noms d'estudiants de Harvard. Aquest lloc web va estar disponible només per unes quantes hores i, a causa de això, el van dur davant els directius de la Universitat, que van culpar a Mark per haver sostret dades i imatges del sistema informàtic de la institució. Van suspendre a Mark de les seves classes i ell l'any següent s'allunyaria de la universitat per crear el que coneixem ara com a Facebook.
El gener de 2004 els germans Winklevoss i Divya Narendra, estudiants també d'Harvard, van saber de l'incident de Mark i el seu Facemash. Van observar les seves habilitats informàtiques i van parlar amb ell sobre una idea que ells tenien per crear un directori web en línia per a l'ús de tots els integrants de les fraternitats a la universitat, fins llavors dispersos en diversos "facebooks", anuaris impresos. Mark va acceptar i va començar a treballar en aquest projecte.
Zuckerberg treballava en aquest projecte però al mateix temps treballava en un de propi, el thefacebook, que va aparèixer el 4 de febrer de 2004 amb el nom d'en Mark com a creador. Al cap de sis dies, els germans Winklevoss i Narendra van obrir una demanda al·legant que thefacebook era similar al lloc web en el qual ells estaven treballant anomenat Harvardconnection.com. Van acusar Mark d'haver retardat intencionnadament el seu projecte en el qual ell era el desenvolupador principal, per crear thefacebook i que, per tant,els havia robat la seva idea i que no els havia donat cap crèdit. Thefacebook es va fer molt popular entre tots els estudiants de Harvard i aviat va créixer a més, fins a arribar a altres institucions i arribant a totes les universitats de la Ivy League.
En de 2004, Sean Parker, creador de Napster, va saber de l'existència de thefacebook per mitjà de la seva xicota. Parker ja tenia experiència en xarxes socials essent accionista de Friendster, que llavors era la més popular. Per la diferència de públic entre tots dos, Parker va intuir que thefacebook podia tenir un més gran potencial. Va tenir una entrevista amb Zuckerberg per a negociar d'entrar-hi com a president executiu, a canvi d'eliminar el the del nom i deixant-lo com Facebook. El 2005, però, Parker va ser expulsat del càrrec de president executiu, després de ser arrestat com a sospitós per possessió de cocaïna.
La idea de crear una comunitat basada en la Web en la qual la gent compartís els seus gustos i sentiments no era nova; David Bohnett i John Rezner van crear el 1994 el web Geocities, una primer servei de xarxa social, que es pot considerar com un precursor de Facebook o Myspace. Una de les estratègies de Zuckerberg va ser obrir la plataforma Facebook a altres desenvolupadors. La companyia actualment té les seves oficines centrals en Menlo Park, Califòrnia.
El 2009, segons un estudi de Compete.com, Facebook era la xarxa més usada a Internet, per sobre de Myspace. Tot i això, el 21 de gener de 2014, la revista Time va publicar la notícia que hi havia un altre estudi que afirmava que la xarxa perdria el 80% dels seus usuaris entre el 2015 i el 2017, però dos dies més tard en publicava una altra en el qual deia que aquest descens no tindria lloc i que l'estudi en qüestió no era complet ni havia estat tutoritzat. En juny de 2020 tenia 2.700 milions d'usuaris actius mensuals i tenia 52.554 treballadors a jornada completa.
Facebook es va utilitzar per compartir continguts sense restriccions i organitzar grups de persones. Des de 2014, les dades de més de 50 milions d'usuaris van ser comercialitzades sense el seu consentiment per beneficiar-se de la informació dels usuaris, com edat, sexe, preferències i hàbits, i Cambridge Analytica va vendre aquestes dades a la campanya de Donald Trump en les eleccions de 2016 per enviar publicitat teledirigida. Després de les eleccions, Facebook es va veure embolicada en una macro investigació per comprovar si el president havia intervingut i col·laborat amb Rússia per aconseguir la seva elecció. L'Informe Mueller va exonerar Trump, però va concloure en què Moscou havia interferit en les eleccions i Facebook havia estat un dels seus canals.
El seu director general (CEO) des de 2008 és Sheryl Sandberg.
El febrer del 2023, l'empresa matriu Meta va anunciar que estava ultimant un servei addicional de pagament anomenat «Meta Verified» que inclouria funcions addicionals, com una insígnia de verificació, «protecció proactiva del compte, accés al suport del compte i més visibilitat i abast», pensat especialment per a creadors de continguts i influencers.

## Expansió
El març de 2006, BusinessWeek va divulgar que s'estava negociant una adquisició potencial del lloc. Facebook va declinar una oferta de $750 milions. Al maig de 2006, la xarxa de Facebook es va estendre amb èxit a l'Índia amb suport d'instituts de tecnologia d'aquell país. El juny de 2006, va haver-hi un acord amb iTunes Store perquè iTunes conegués els gustos musicals dels usuaris i oferir així un enllaç de descàrrega en el seu propi lloc web.
Facebook va començar a permetre que els estudiants agreguessin estudiants universitaris d'altres escoles que no estaven incloses al lloc web a causa de les peticions dels usuaris. L'agost de 2006, Facebook va agregar universitats a Alemanya i Israel a la seva xarxa. També va introduir la importació de blogs de Xanga, LiveJournal o Blogger. A setembre de 2006, Facebook s'obre a tots els usuaris dl'Internet malgrat protestes d'una gran part dels seus usuaris, ja que perdria la base estudiantil sobre la qual s'havia mantingut. El juliol de 2007, Facebook va anunciar la seva primera adquisició, Parakey, Inc., de Blake Ross i de Joe Hewitt. L'agost del mateix any se li va dedicar la portada de la prestigiosa revista Newsweek, a més d'una integració amb YouTube.
Al final d'aquest mateix any, Facebook va vendre una part de la seva empresa, l'1,6 %, a Microsoft a canvi de 240 milions de dòlars, amb la condició que Facebook es convertís en un model de negoci per a marques de fàbrica on s'ofereixin els seus productes i serveis, segons les dades de l'usuari i del perfil d'aquest. Aquesta adquisició va fer que Facebook es valorés en quinze mil milions de dòlars, encara que el consens dels analistes fos que aquesta xifra superava el valor real de l'empresa. Per Microsoft no es tractava solament d'una inversió financera, sinó també d'un avanç estratègic a Internet.
El 2008, una nova injecció de capital a Facebook, de 27,5 milions de dòlars, va ser liderada per Greylock Venture Capital, un fons d'inversió amb fort vincle amb la CIA. Un dels socis de Greylock és Howard Coix, segons el diari The Guardian, pertany al fons d'inversió en capital de risc de la CIA.
El juliol de 2009 Mark Zuckerberg va fer públic que Facebook havia aconseguit els 250 milions d'usuaris. El 15 de setembre del mateix any va anunciar que superava els 300 milions, i el 2 de desembre que ja comptava amb més de 350 milions. Al setembre de 2011 comptava amb més de 800 milions d'usuaris, aconseguint els mil cinc-cents milions en 2015.
El 9 d'abril de 2012 es va anunciar que Facebook va adquirir Instagram per 1.000 milions de dòlars. El febrer de 2014 els responsables de Facebook van anunciar la compra del servei de missatgeria WhatsApp per 16.000 milions de dòlars i en març de 2014 va comprar Oculus VR, de tecnologia de realitat virtual per 2.000 milions de dolars.

## Serveis
- Mur: el mur (wall en anglès) és un espai únic per a cada perfil d'usuari que permet que els amics escriguin missatges perquè l'usuari els vegi. Només és visible per a usuaris registrats. Permet penjar i compartir imatges i posar qualsevol tipus de logotips en la teva publicació. Una millora anomenada "supermur" permet penjar animacions flaix, etc. El novembre de 2011, Facebook va començar a implementar un substitut del mur, el qual portarà per nom Biografia.
  - Biografia: El novembre de 2011, Mark Zuckerberg va anunciar una nova presentació per Facebook, es tracta de la Biografia (Timeline; Línia del temps en anglès), que reemplaçarà al Mur. Es va publicar al desembre del mateix any, i té com a objectiu agilitar i optimitzar el passeig dels usuaris pels perfils de tots els contactes. Conté algunes millores, com per exemple, data exacta de publicacions, actualitzacions d'estat, comentaris, etc., i brinda la possibilitat d'arribar a elles gairebé immediatament, així tinguin molt temps. Permet agregar una foto de portada addicional en la part superior del perfil de la persona (cal esmentar que aquesta és visible per a tothom, i no existeix la possibilitat de canviar la privadesa), manté ordenades i organitzades les activitats de la persona: Llista d'amics, "M'agrada" a les pàgines seleccionades per l'usuari, informació personal, subscripcions, etc; també és possible agregar esdeveniments que van passar abans que l'usuari es registrés en Facebook. Els usuaris tenen la possibilitat d'activar-la[27] o conservar l'antic aspecte del Mur, encara que és momentània la seva durada, ja que si l'usuari no activa la biografia, els mateixos organismes de Facebook han de fer-ho en una data no esperada, data que ha estat objecte de diverses controvèrsies per diversos usuaris que assenyalen que seria en un dia específic, i que de no activar la biografia el compte seria cancel·lat per a l'usuari. El 30 de març de 2012, els organismes de Facebook van implementar la Biografia per a les pàgines, cal esmentar que aquesta si va ser obligatòria per a tothom. Aquest nou mètode, no obstant això no ha tingut una bona rebuda per moltes persones al voltant del món, sobretot referint-se a Amèrica Llatina. Molts usuaris argumenten sentir-se massa incòmodes per les noves funcionalitats i detalls de la Biografia, argumentant i alhora exigint també el retorn del Muro. No obstant això, a partir d'agost de 2012 fins a novembre del mateix any, Facebook va reemplaçar gradualment els Murs per les Biografies (fent-les obligatòries per tots). El març de 2013, la web mashable va filtrar imatges del nou canvi d'imatge de la xarxa social de Zuckerberg. Alguns dels canvis filtrat són la desaparició de les miniatures de la dreta del nom de l'usuari, a més la columna on s'escriuen les publicacions passarà a localitzar-se a la dreta en comptes de l'esquerra. Ampliant així l'espai per visualitzar les opinions personals, entre altres canvis. Actualment Facebook ofereix una varietat de serveis als usuaris i ofereix els que s'esmenten a continuació:
- Llista d'amics: En ella, l'usuari pot agregar a qualsevol persona que conegui i estigui registrada, sempre que accepti la seva invitació. A Facebook es poden localitzar amics amb els qui es va perdre el contacte o agregar altres nous amb els qui intercanviar fotos o missatges. Per a això, el servidor de Facebook posseeix eines de cerca i de suggeriment d'amics.
- Xat: Servei de missatgeria instantània en dispositius mòbils i computadors a través de Facebook Messenger.
- Grups i pàgines: És una de les utilitats de major desenvolupament recent. Es tracta de reunir persones amb interessos comuns. En els grups es poden afegir fotos, vídeos, missatges, etc. Les pàgines, es creen amb finalitats específiques i a diferència dels grups no contenen fòrums de discussió, ja que estan encaminades cap a marques o personatges específics i no cap a cap mena de convocatòria. A més, els grups també tenen la seva normativa, entre la qual s'inclou la prohibició de grups amb temàtiques discriminatòries o que incitin a l'odi i faltin al respecte i l'honra de les persones. Si bé això no es compleix en moltes ocasions, existeix l'opció de denunciar i reportar els grups que vagin contra aquesta regla, per la qual cosa Facebook inclou un enllaç en cada grup el qual es dirigeix cap a un quadre de reclams i queixes.
- Fotos: Segons Facebook,[28] hi ha 5 mil milions de fotos d'usuari i 160 terabytes de magatzematge.
- Regals: els regals o gifts són petits íconos amb un missatge. Els regals donats a un usuari apareixen en la paret amb el missatge del donant, tret que el donant decideixi donar el regal en privat, en aquest cas el nom i el missatge del donant no s'exhibeix a altres usuaris. Una opció "anònima" està també disponible, per la qual qualsevol persona amb l'accés del perfil pot veure el regal, però solament el destinatari veurà el missatge. Alguns regals eren gratuïts i la resta costen un dòlar (és necessari un nombre de targeta de crèdit o compte Paypal). La funció de Regals ja no existeix des que es va implementar les biografies.
- Botó «M'agrada»: Aquesta funció apareix en la part inferior de cada publicació feta per l'usuari o els seus contactes (actualitzacions d'estat, contingut compartit, etc), es caracteritza per una petita icona en forma d'una mà amb el dit polze cap amunt. Permet valorar si el contingut és del grat de l'usuari actual a la xarxa social, de la mateixa manera es notifica a la persona que va exposar aquest tema originalment si és del grat d'algú més (algun dels seus contactes).
- App Center: contindrà de les millors apps disponibles per a la xarxa social. Mostrarà els hàbits de cada persona, les aplicacions que estiguin més relacionades amb la seva activitat diària. Es podrà ingressar a la tenda des d'internet com a dispositius mòbils. Cada aplicació tindrà una pàgina amb descripció, que inclourà imatges i opinions d'usuaris.[29]
- Aplicacions: Són petites aplicacions amb les quals pots esbrinar la teva galeta de la sort, qui és el teu millor amic, descobrir coses de la teva personalitat, etc.
- Jocs: la majoria d'aplicacions oposades en Facebook es relacionen amb jocs de rol, jocs semblants al Trivial Pursuit (per exemple geografia), o proves d'habilitats (digitación, memòria). Entre els més cèlebres es troben els jocs de pusckab minecraftPlayfish, com Pet society, els jocs de Zinga com FarmVille29 i CityVille a més els jocs de Digital Xocolata com Tower Bloxx.
- Sàtira: Una eina en progrés, per distingir notícies de paròdies de llocs web, ajudant als usuaris a distingir les notícies satíriques.

### Apps per a mòbils
- App Facebook: App desenvolupada per a la majoria de les plataformes de telèfons intel·ligents existents, està centralitzava la gestió de Facebook que després es van separar en apps independents.
- Messenger: El servei de xat que abans era part de la app principal, ara funciona de forma independent, permet fins i tot cridades de veu però solament limitat a sistema iOS.
- Poke: Una app per a missatges "efímers". Independent de Messenger i requereix que tots dos contactes tinguin Poke. Descontinuado des de maig de 2014[30] reemplaçat per Slingshot que és bàsicament igual solament que ara també envia i rep fotos i vídeos "efímers" (Disponible des de juny de 2014)
- Camera: App per pujar fotografies, integrat amb la app principal.
- Administrador de pàgines: App perquè l'administrador d'una pàgina pugui ràpidament gestionar-les.
- Facebook Groups: Bàsicament igual que la app Administrador de pàgines, però amb els grups. Ambdues estan disponibles des de novembre de 2014.
- Facebook Lite: És gairebé el mateix que Facebook. Però pesa menys, aproximadament 451 kb. Utilitza xarxes 2g i connexions lentes. És apta per a cel·lulars android dels quals tenen poca memòria.

### Missatgeria
Totes són independents i incapaces d'operar entre si.
- Messenger (app i web).
- Poke i Slingshot.
- Videollamadas (un programa .exe que s'instal·la per Windows Vista d'ara endavant, per activar xat de vídeo a la pàgina web de Facebook).
- Whatsapp, comprat el 14 de febrer de 2014.

### Internet
Internet.org és una companyia de Facebook en associació amb sis empreses de telefonia mòbil (Samsung, Ericsson, MediaTek, Nokia, Opera Programari i Qualcomm) que pretén acostar l'accés assequible a Internet a tothom mitjançant l'augment de la asequibilidad, l'augment de l'eficiència, i facilitar el desenvolupament de nous models de negoci entorn de la provisió d'accés a Internet.
Internet.org va ser llançat el 20 d'agost de 2013.
Kenya, Tanzània, Indonèsia i Colòmbia han estat els primers països al món a adoptar Internet.org.

### Realitat Augmentada
L'abril de 2017. Facebook va anunciar el llançament de filtres de realitat augmentada i experiències interactives com a novetats en la seva plataforma Camera Effects. Aquesta plataforma és oberta, de manera que qualsevol programador pot desenvolupar els seus propis efectes, manera en que Facebook acabarà obtenint una base d'efectes molt més amplia que altres apps que consten amb una plataforma d'efectes tancada.
Al afegir aquest canvi, Mark Zuckerberg va anunciar a la Facebook F8 que s'imaginava que els efectes de realitat augmentada podrien agafar tres rumbs diferents: la possibilitat d'afegir objectes a la càmera que proporcionessin a l'usuari informació addicional com ara direccions o ressenyes d'un lloc, superposar objectes de realitat augmentada a objectes reals, o afegir simples efectes a les selfies.
I tot i que en un inici la plataforma Camera Effects estava destinada a l'entreteniment dels usuaris, a partir de maig de 2018 Facebook va anunciar que les marques podrien crear els seus propis efectes de realitat virtual a Facebook Messenger per publicitar-se dins la propia app.
Aquesta nova incorporació va permetre solucionar el problema de molts usuaris a l'hora de realitzar compres on-line; no poder visualitzar el producte d'una manera realista. Amb la integració de la Realitat Augmentada els usuaris de Messenger poden tenir una idea més completa del producte i compartir les seves fotografies que continguin efectes de RA i obtenir feedback per part d'altres usuaris.
Les primeres marques en confiar amb la nova incorporació de la plataforma van ser Sephora, Nike, ASUS i KIA.

## Idiomes

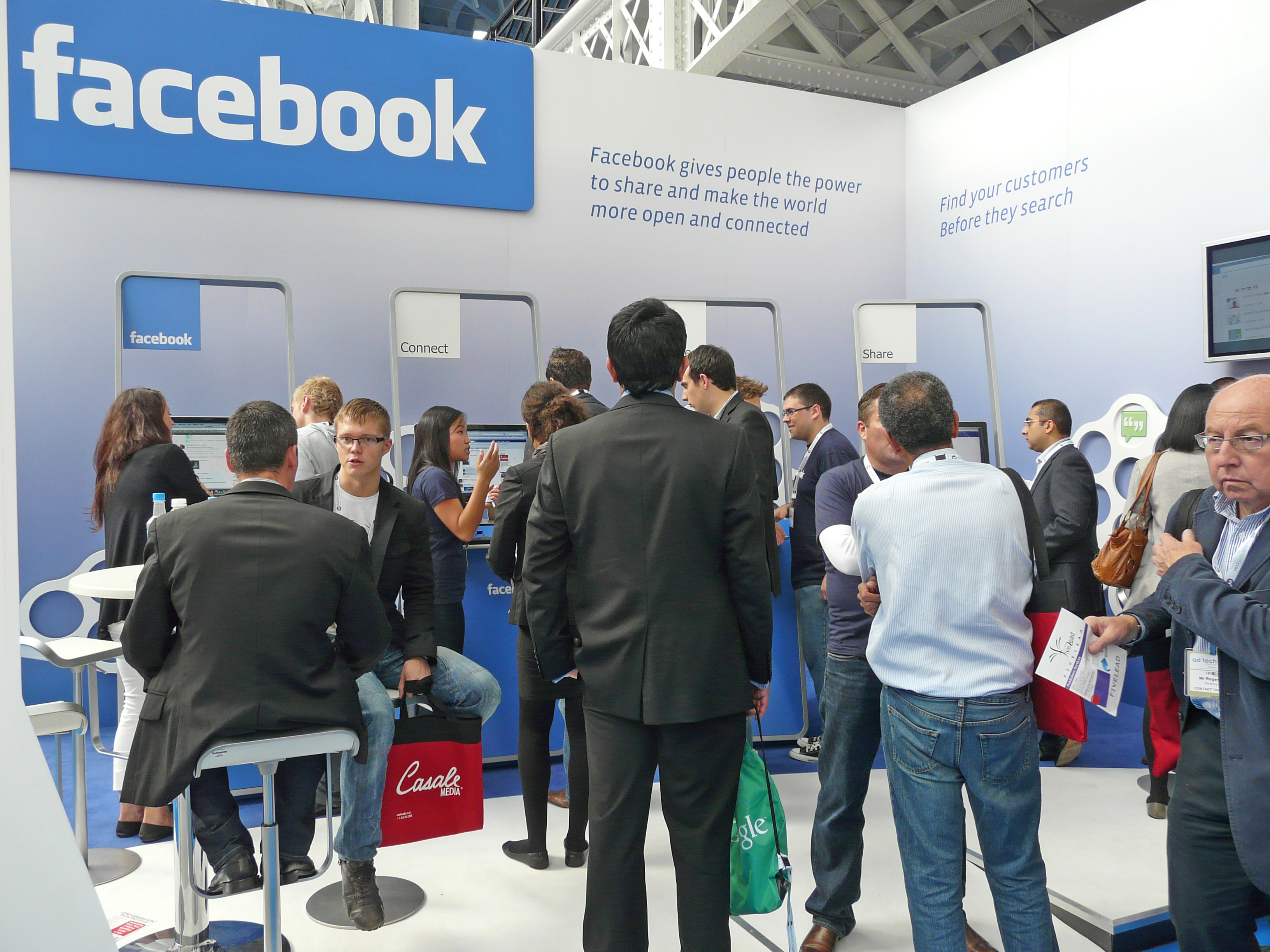
Facebook on ad-tech

L'idioma original de la xarxa és l'anglès.
A mitjan 2007, es van publicar les versions en francès, alemany i castellà, traduïdes per usuaris de manera no remunerada i desinteressadament mitjançant una aplicació anomenada Translation. L'objectiu de les traduccions era, principalment, impulsar la seva expansió fora dels Estats Units puix que els seus usuaris es concentraven en aquest mateix país, Canadà i Regne Unit.
El maig del 2008 va aparèixer la versió de Facebook en llengua catalana -traduïda també pels mateixos usuaris-.
Ja el 2010, la web estava traduïda a més de seixanta idiomes i, a l'octubre de 2014, Facebook arribava a 1.350 milions d'usuaris i traduccions a 70 idiomes amb Brasil, Índia, Indonèsia, Mèxic i, evidentment, els Estats Units, com a països amb més membres, tot i que hi ha membres que posseeixen més d'un compte.

## Estadístiques

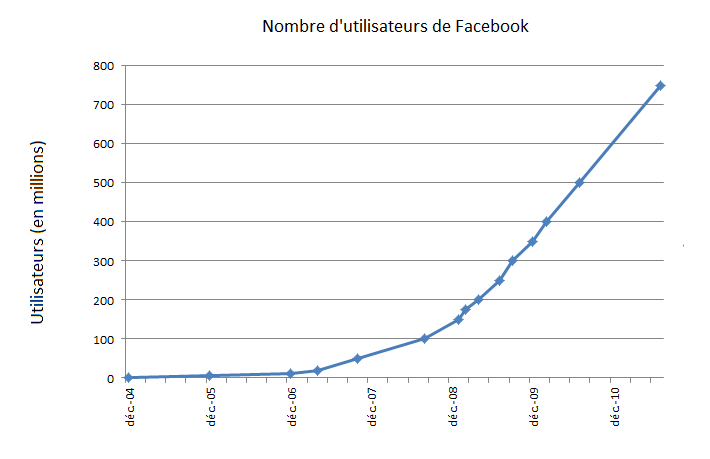
Evolució del nombre d'usuaris de Facebook al món (en milions)

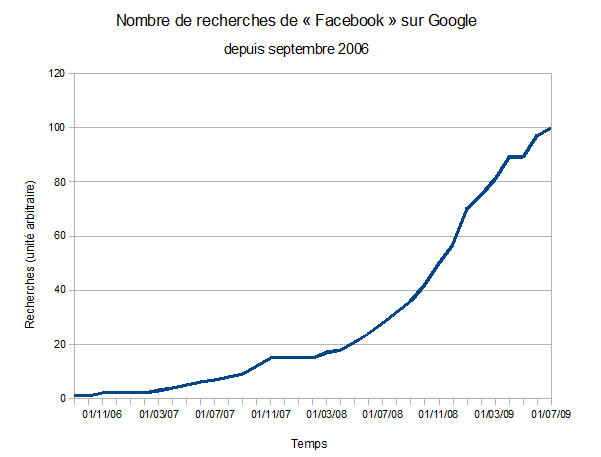
Evolució del nombre de cerques del mot «Facebook» a Google (en unitat arbitrària).

Repartiment dels usuaris de Facebook segons l'edat el 2011

Sempre el principi de 2011, Facebook té 620 milions d'usuaris, dels quals la meitat es connecta almenys una vegada per dia i passa 55 minutes (de mitjana) diaris al lloc. Hi ha 4.750 milions de continguts posats en línia cada dia (vídeos, estatus, fotos, articles, etc.). Segons les informacions publicades per Facebook, els usuaris en el món es reparteixen com a continuació:
| Continent        | Nombre total d'usuaris el febrer de 2011 | Guany absolut els 3 mesos precedents al febrer de 2011 (en nombre) | Guany absolut els 3 mesos precedents al febrer de 2011 (en %) |
| ---------------- | ---------------------------------------- | ------------------------------------------------------------------ | ------------------------------------------------------------- |
| Amèrica del Nord | 201 millions                             | 14,9 millions                                                      | 8,03%                                                         |
| Europa           | 189 millions                             | 19,4 millions                                                      | 11,46%                                                        |
| Àsia             | 146 millions                             | 28,4 millions                                                      | 24,25%                                                        |
| Amèrica del Sud  | 65 millions                              | 11,6 millions                                                      | 22,03%                                                        |
| Àfrica           | 25 millions                              | 5,4 millions                                                       | 27,26%                                                        |
| Oceania          | 12 millions                              | 0,3 millions                                                       | 2,61%                                                         |

L'octubre de 2012, segons Socialbakers.com, el país amb la més alta taxa de penetració era Mònaco, amb un 91% dels habitants inscrits a Facebook. A la mateixa data, els deu països ordenats per nombre d'usuaris eren:
1. Estats Units: 167.000.000
2. Índia: 60.000.000
3. Brasil: 60.000.000
4. Indonèsia: 50.000.000
5. Mèxic: 39.000.000
6. Regne Unit: 33.000.000
7. Turquia: 31.000.000
8. Filipines: 30.000.000
9. França: 25.000.000
10. Alemanya: 25.000.000

Segons les xifres donades per Facebook, el nombre de comptes actius seria d'1,23 mil milions a data de 31 de desembre de 2013.
Facebook té al voltant de 1.508 milions d'usuaris registrats d'arreu del món. D'acord amb Alexa.com Arxivat 2009-03-02 a Wayback Machine., la pàgina va pujar a la posició número 60 de les més visitades al número 7 en només un any. Actualment (2017) es troba en la 3a posició.

## Repercussions internacionals
A Veneçuela, segons una prova realitzada per la Universitat de Carabobo, prop de 80% dels joves entre 13 i 21 anys són usuaris de Facebook actius, mentre que totalitzant a la població general, més de 70% dels veneçolans, utilitzen Facebook activament, tenint una quantitat d'usuaris d'aproximadament 25 milions de persones.
A Xile, per exemple, s'han realitzat estudis recolzats per universitats que afirmen que el 73% dels joves xilens d'entre 13 i 29 anys són usuaris de Facebook.
La pel·lícula The social network, dirigida per David Fincher, va ser estrenada l'1 d'octubre de 2010; basada en el llibre The Accidental Billionaires - The Founding of Facebook: A Tale of Sex, Money, Genius and Betrayal, narra el naixement de Facebook. No obstant això, el seu creador no està satisfet amb l'adaptació perquè diu que no s'ajusta a la realitat.
Un estudi del 2015 sobre l'accés dels usuaris a les xarxes socials assegura que el 90% dels joves de la generació Y accedeixen almenys una vegada al dia a Facebook i que el 50% fa ús de WhatsApp com a mitjà per comunicar-se. A més compara el tràfic d'usuaris a la regió i revela que Argentina és al país des d'on hi accedeixen amb major freqüència.

## Crítiques
La popularitat del lloc ha fet augmentar les crítiques sobre el seu funcionament; se centren especialment en qüestions de privadesa i contingut inadequat. La gran quantitat de dades personals i imatges obliga a augmentar progressivament els protocols de privadesa per a impedir l'accés no desitjat de terceres persones a les pàgines de cada usuari. Diversos programes i aplicacions han sorgit per a violar aquests protocols i accedir, per exemple, a imatges que es desen com a privades o bé només per a amics (els nivells de seguretat inclouen privat - només amics - amics d'amics - perfil públic). Inicialment, el lloc web declarava que podia vendre aquestes dades, si bé va haver de retrocedir a causa de la pressió dels internautes.
Els continguts inadequats, especialment per a menors d'edat, poden ser imatges sexualment explícites o missatges i grups que incitin a la violència, incloent-hi pàgines afins al negacionisme de l'Holocaust, o a trastorns alimentaris.
La xarxa social pot ser usada per a l'assetjament escolar (ciberbullying) en línia mitjançant la divulgació de fotos no desitjades, missatges o grups amenaçants o burletes i la creació de comptes falsos per a extreure informació o assetjar menors d'edat. Igualment, aquests comptes poden ser creats per adults amb fins d'assetjament sexual, per la qual cosa diverses associacions han demanat un control dels moviments dels menors d'edat a la xarxa. La companyia ha habilitat un mecanisme de contacte directe amb la policia per a fer front a possibles moviments d'assetjaments, però no funciona en totes les versions. Facebook està entre les pàgines restringides de molts centres educatius per aquest motiu i per la quantitat de temps que hi passen els estudiants.
Aquestes crítiques sobre la privadesa es van accentuar els 2013 quan es va descobrir que l'Agència de Seguretat Nacional dels Estats Units i altres agències d'intel·ligència vigilaven els perfils de milions d'usuaris i les seves relacions amb amics i companys de feina. Perquè l'usuari tingui un major control sobre el seu compte es pot fer servir la seva pròpia aplicació Facebook Analytics.
Facebook ha estat blocat intencionadament en països com el Pakistan, Síria, la República Popular de la Xina, el Vietnam o l'Iran. També és usual de trobar-lo blocat en llocs de treball per tal d'impedir que els treballadors hi perdin el temps.
Des del 2014 Facebook va tenir un paper passiu en la intensa difusió de la propaganda contra els rohingya a Birmània: ja que silenciava les persones que denunciaven el genocidi i permetia que la difusió tinguera molta facilitat. El 2017 Facebook informà que eliminà comptes segons les ordres del govern estatunidenc i israelià. Es van eliminar comptes de palestins i el líder de la República Txetxena, Ramzan Kadyrov.
Per altra banda, pel que fa a la seva responsabilitat socialcorporativa quant a disseny, el 2017 llançà la línia d'il·lustracions Alegria, més coneguda com a Corporate Memphis.Aquesta línia de màrqueting gràfic es convertí a partir dels anys 2020 en habitual en la comunicació empresarial i també institucional de tota mena de companyies, fet pel qual començà a rebres crítiques de rerefons pel seu paper en el blanquejament de la diversitat social i la buidor del seu missatge social.

## Botó del pànic
Pel que fa als dubtes sobre la protecció dels menors a les xarxes socials, Facebook ha implementat a la seva plataforma un botó del pànic. Aquest botó no és més que una aplicació perquè nens i adolescents tinguin un accés ràpid a una eina que els permeti posar-se en contacte amb les autoritats en cas de detectar un indici d'abús en línia. De moment, l'aplicació només està disponible al Regne Unit. El Centre de Protecció Online de Menors britànic (CEOP, per les seves sigles en anglès) va negociar durant mesos la incorporació d'aquest sistema de prevenció en Facebook, després d'haver arribat ja a acords amb altres serveis similars com MySpace i Bebo (acrònim de "Blog early, blog often").

## Facebook Safety Check
Esdevé la secció "resposta davant emergències" on es pot trobar informació de situacions crítiques recents i, a través de la comprovació de l'estat de seguretat, es pot connectar amb les persones properes (amics i familiars) durant situacions d'emergència. L'objectiu de Facebook Safety Check és, per tant, ser informat de la situació en la qual es troben les persones properes a l'usuari i que l'usuari també pugui informar de la seva situació quan tenen lloc esdeveniments perillosos. A més a més, també permet buscar ajuda i oferir-la a les persones que es troben afectades per la situació. Una altra opció que presenta la secció de Facebook és crear recaptacions de fons o poder fer donacions a aquestes, per tal de col·laborar en la tasca de recuperació de la zona afectada per una situació d'emergència.